# Desastres em 1989
Nesta página encontrará referências aos desastres ocorridos durante o ano de 1989.

## janeiro
- 1 de janeiro - A tragédia do Bateau Mouche, na praia de Copacabana, no Rio de Janeiro; das 150 pessoas embarcadas, 55 morreram, entre elas a atriz Yara Amaral.
- 8 de janeiro - Um Boeing 737 de British Midland colida com um aterro próximo da autoestrada M1 e do aeroporto de East Midlands em Leicestershire e quebra na três peças; 47 pessoas faleceram e 74 são feridas.

## fevereiro
- 24 de fevereiro - Um Boeing 747 (Voo United Airlines 811), depois de ter levantado do aeroporto de Honolulu, explodiu, com o total de 9 pessoas mortas e 346 sobreviventes.

## março
- 10 de março - Um sismo de magnitude 6,6 ocorreu no Malawi, matando 9 pessoas e ferindo cerca de 100.[1]
- 21 de março - Acidente com o voo 801 da Transbrasil - Um Boeing 707 caíu em Guarulhos, no estado de São Paulo (Brasil), e ocasionou a morte dos três tripulantes da aeronave e mais 22 pessoas em terra, além de ter ferido mais de cem pessoas.

## abril
- 15 de abril - No Estádio Hillsborough, em Sheffield, Inglaterra, durante o jogo entre Liverpool FC e Nottingham Forest, válido pelas semifinais da Taça da Inglaterra, 96 torcedores do Liverpool morreram pisoteados e outros 766 ficaram feridos.

## junho
- 3 de junho - Gigantesca explosão de gás destruiu dois comboios em poucos segundos, causando a morte de 800 pessoas nos Urais, então na União Soviética, actualmente Federação Russa.

## julho
- 19 de julho - Em Sioux City, Iowa, o vôo 232 da United tentou fazer um pouso forçado neste exato lugar.

## setembro
- 3 de setembro - Queda de avião da Varig na Selva Amazônica

## outubro
- 17 de outubro - San Francisco é atingida por um terremoto de 7,1 na escala Richter

## novembro
- 27 de novembro - Destruição por uma bomba do Voo Avianca 203 sobre a Colômbia.
- 28 de Novembro - Aeroclube de Sorocaba, em que faleceram 2 pessoas, instrutor e aluno ao colidir contra a Serra do Itaqueri, devido condições meteorológicas, Águas de São Pedro, São Paulo, Brasil.[2]

## dezembro
- 28 de dezembro - Um sismo de magnitude 5,6 da Escala de Richter, ocorreu em Newcastle[3] provocando a morte de 13 pessoas e mais de 160 feridos